# Jaurès (stanice metra v Paříži)

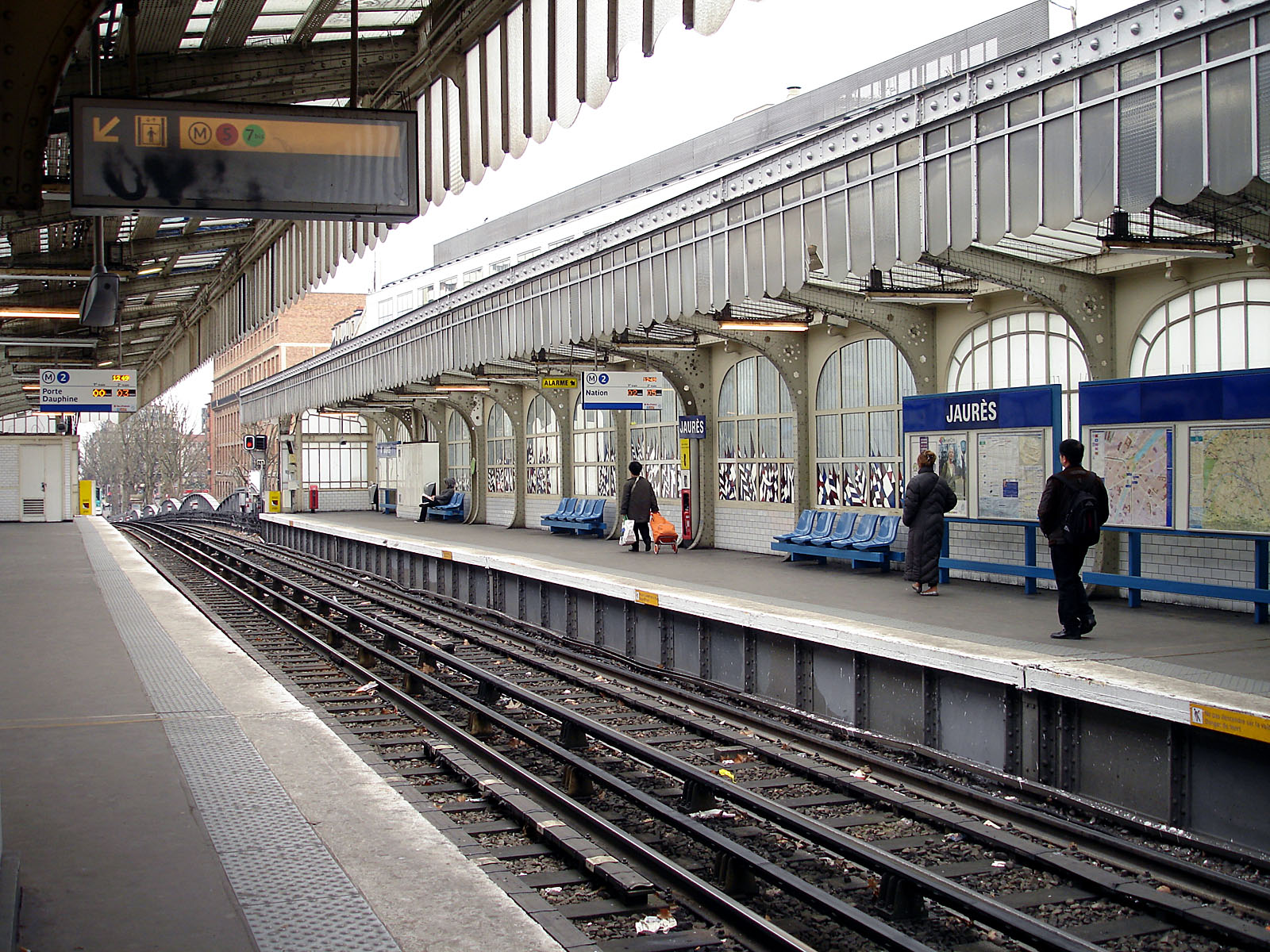
Nástupiště linky 2

Jaurès je přestupní stanice pařížského metra mezi linkami 2, 5 a 7bis. Linka 2 je v tomto úseku vystavěna na viaduktu, nástupiště dalších dvou linek jsou v podzemí. Stanice se nachází na hranicích 10. a 19. obvodu v Paříži na křižovatce ulic Boulevard de la Villette a Avenue Jean Jaurès.

## Historie
Stanice byla otevřena 23. února 1903 při rozšíření linky 2 ze stanice Anvers do Alexandre Dumas (tehdy pod názvem Bagnolet). Samotná trať byla zprovozněna již 31. ledna, takže vlaky zpočátku stanicí pouze projížděly.
18. ledna 1911 bylo zprovozněno nástupiště pro boční větev linky 7 v úseku Louis Blanc ↔ Pré Saint-Gervais.
12. října 1942 byla linka 5 prodloužena od Gare du Nord přes Jaurès až po stanici Église de Pantin.
3. prosince 1967 byla východní větev linky 7 mezi Louis Blanc a Pré-Saint-Gervais přeměněna na samostatnou linku s označením 7bis.

## Název
Původní jméno stanice znělo Rue de l' Allemagne (Německá ulice), ovšem po vypuknutí první světové války a vyhlášení války Německa Francii byly ulice a s ní i stanice 3. srpna 1914 přejmenovány na počest francouzského politika Jeana Jaurèse (1859–1914), který byl zavražděn jen několik dní před tím.
Jméno tohoto politika nese i stanice Boulogne – Jean Jaurès na lince 10, která se nachází na pařížském předměstí Boulogne-Billancourt.

## Vstupy
- Avenue Jean-Jaurès před dům č. 1
- Place de Stalingrad před dům č. 2
- Boulevard de la Villette před dům č. 196